# Барковка
Ба́рковка (рос. Барковка, марій. Марков) — присілок у складі Гірськомарійського району Марій Ел, Росія. Входить до складу Мікряковського сільського поселення.

## Населення
Населення — 79 осіб (2010; 101 у 2002).
Національний склад (станом на 2002 рік):
- марі — 99 %